# Jackson Mosquera
Jackson Mosquera (* Samborondón, Ecuador, 15 de febrero de 1986). es un futbolista ecuatoriano que juega de delantero en el Club Sport Patria de la Segunda Categoría de Ecuador.

## Trayectoria
Empezó en las menores de Deportivo Quevedo luego pasó a las menores de Barcelona SC donde se mantuvo hasta el 2005, después volvió a Deportivo Quevedo donde pudo debutar en el primer equipo,  en el 2007 viaja a Europa para jugar en el CS Tiligul-Tiras Tiraspol de Moldavia, en el 2008 regresó a Ecuador para jugar en el Manta Fútbol Club hasta el 2009, en el 2010 se unió al Municipal de Cañar, en el 2011 jugó para el Segundo Hoyos Jacome, luego regresó al Deportivo Quevedo, y en el 2013 integró una vez más las filas del Municipal Cañar, en el 2014 fue contratado por el Club Sport Patria.

## Clubes
| Club                 | País     | Año       |
| -------------------- | -------- | --------- |
| Deportivo Quevedo    | Ecuador  | 2006      |
| CS Tiligul Tiraspol  | Moldavia | 2007      |
| Manta FC             | Ecuador  | 2008-2009 |
| Municipal Cañar      | Ecuador  | 2010      |
| Segundo Hoyos Jacome | Ecuador  | 2011      |
| Deportivo Quevedo    | Ecuador  | 2012      |
| Municipal Cañar      | Ecuador  | 2013      |
| CS Patria            | Ecuador  | 2014-     |

## Palmarés

### Campeonatos nacionales
| Título             | Club     | País    | Año  |
| ------------------ | -------- | ------- | ---- |
| Serie B de Ecuador | Manta FC | Ecuador | 2008 |